# Gri e Re
Gri e Re – wieś położona w południowo-wschodniej części Albanii w gminie Bujan.

## Demografia
Według spisu ludności z 1989 roku we wsi Bujan mieszkało 245 mieszkańców.